# Острый эритроидный лейкоз

## Классификация ВОЗ (2017)
Согласно последней на данный момент версии классификации гемопоэтических новообразований ВОЗ, эритроидным лейкозом может называться только так называемый "чистый эритроидный лейкоз" ("Pure erythroid leukemia"). Остальные варианты, учитывающие дисплазию эритроидного ряда при наличии миелобластов должны быть отнесены к другим вариантам ОМЛ, или МДС.
Острый эритроидный лейкоз (ранее назывался «острый синдром Ди Гульельмо») — это редкая форма острого миелоидного лейкоза, при которой миелопролиферация исходит из предшественников эритробластов.
Согласно классификации FAB, это ОМЛ M6.

## Подтипы (по FAB-классификации, 1976 г.[3])
Острый эритроидный лейкоз M6 может быть субклассифицирован на следующие подтипы:
- M6a: Эритролейкоз: пролиферация клона злокачественных клеток, происходящих от клеток, являющихся общими предшественниками клеток эритроидного и миелоидного ряда (миелобластов), популяция злокачественных клеток при этом состоит из смеси ранних клеток миелоидного ряда (миелобластов) и ранних клеток эритроидного ряда (эритробластов);
- M6b: Чистый эритроидный лейкоз: пролиферация клона злокачественных клеток, происходящих от клеток, являющихся предшественниками только эритроидных клеток (проэритробластов), популяция злокачественных клеток при этом состоит преимущественно или почти исключительно из проэритробластов и ранних, базофильно окрашенных, эритробластов. Миелобластный компонент не выражен. Несмотря на отсутствие миелобластного компонента, эти случаи также причисляют к острым лейкозам. Однако в классификации ВОЗ бластные лейкозы, ограниченные только эритроидным ростком, называются более правильно «чистыми эритроидными злокачественными опухолями» (то есть без слова «лейкоз»);
- M6c: Смешанный эритролейкоз/чистый эритроидный лейкоз. Популяция злокачественных клеток богата как миелобластами, так и проэритробластами.

## Критерии диагностики М6[3]

### Вариант M6a (Острый эритролейкоз)
При этой форме 50 % или более всех клеток костного мозга, имеющих ядра, являются эритробластами. Выражено нарушение нормального эритропоэза. При этом не менее чем 20 % от оставшегося количества клеток, имеющих ядра (то есть неэритроидных клеток) являются миелобластами. 

### Вариант M6b (Острый чистый эритроидный лейкоз)
В редких случаях эритроидный росток является единственным видимым компонентом злокачественного клона. Миелобластный компонент не представлен. Эритроидный компонент представлен преимущественно или исключительно проэритробластами и ранними, базофильно окрашенными, эритробластами. Эти клетки могут составлять 90 % и более клеточных элементов костного мозга. Несмотря на отсутствие миелобластов, эти случаи всё же рассматриваются как острые лейкозы. Однако в новой классификации ВОЗ этот подвид называется более научно корректным термином «острые чистые эритроидные злокачественные опухоли», то есть без использования термина «лейкоз», вводящего в заблуждение и подразумевающего участие «белого» кровяного ростка.

### Вариант M6c (Острый смешанный эритролейкоз и чистый эритроидный лейкоз)
В костном мозге злокачественный клон представлен смесью миелобластов и проэритробластов.

## Лечение
Лечение острого эритроидного лейкоза, как и других форм острого лейкоза, состоит в химиотерапии, включающей различные комбинации цитарабина и антрациклинов или антрацендионов (даунорубицин, идарубицин, митоксантрон), иногда с включением других агентов — например, режимы 7+3 или DAT, ADE или FLAG-подобные режимы и, часто, затем проводится трансплантация гемопоэтических стволовых клеток.

## Прогноз
Острый эритроидный лейкоз (M6) в целом имеет относительно плохой прогноз: медиана выживаемости пациентов с острым эритроидным лейкозом составляет 36 недель с момента установления диагноза. Столь короткая медиана выживаемости связана с редкостью более благоприятных форм острого эритроидного лейкоза.
Если рассматривать подгруппы отдельно, прогноз различен: медиана выживаемости при форме M6b составляет 3 ± 3.6 месяца, при форме M6a она равна 25 ± 28 месяцев, и при форме M6c — 10 ± 13 месяцев.

## При беременности
Лейкоз изредка встречается у беременных, с частотой приблизительно 1 на 10,000 беременностей. При этом тактика ведения беременной с лейкозом зависит от вида лейкоза. Острые лейкозы требуют немедленного и агрессивного лечения, несмотря на значительный риск спонтанного аборта или уродств плода, который особенно велик в том случае, если химиотерапия проводится в первые три месяца, критические для закладки органов плода.